# Henny Porten
 Frieda Ulricke Henny Porten (7. januar 1890 – 15. oktober 1960) var en tysk skuespillerinde og stjerne i den tyske stumfilmsperiode.
Hendes filmdebut var i en film ved navn "Meißner Porzellan". I 1911 medvirkede hun i en filmen "Das Liebesglück der Blinden", produceret efter manuskript af hendes søster Rosa Porten. Det var den første film med en selvstændig historie. Igennem hele årtiet medvirkede hun i flere film og blev den mest populære tyske filmskuespillerinde. I 1919 indspillede hun den socialkritiske film Irrungen og i same år medvirkede hun i en filmatisering af Gerhart Hauptmanns drama Rose Bernd. Hun arbejdede med en række forskellige kendte instruktører og skuespillere, iblandt Ernst Lubitsch og Emil Jannings i Anna Boleyn fra 1920 og I same år Kohlhiesels Töchter.
Som mange stumfilmsskuespillere var hun i starten yderst skeptisk overfor tonefilmen. Men fik dog i 1930 med filmen Skandal um Eva en vellykket tonefilmsdebut.
I 1919 grundlagde Henny Porten sit eget produktionsselskab der i 1924 blev fusioneret med et firma grundlagt af Carl Froelich.
Henny Porten var gift med skuespiller og instruktør Curt A. Stark. Fra den 10. oktober 1912 til han faldt under 1. verdenskrig i 1916. Stark instruerede flere film hvor Henny medvirkede. Den 24. juni 1921 giftede hun sig med den jødiske læge Wilhelm von Kaufmann-Asser (1888-1959). I 1933 nægtede hun at lade sig skille fra sin jødiske mand, hvorefter hun blev boykottet af nazisterne.

## Filmografi (udvalg)
| - Das Liebesglück einer Blinden (1911) - Der Schirm mit dem Schwan (1912) - Komtesse Ursel (1913) - Gretchen Wendland (1914) - Der Sieg des Herzens (1915) - Märtyrerin der Liebe (1915) - Abseits vom Glück (1916) - Røverbruden (Die Räuberbraut) (1916) - Die Prinzessin von Neutralien (1917) - Hustyrannen (Die Faust des Riesen) (1917) - Ægteskabets Skole (Die Ehe der Luise Rohrbach) (1917) - Auf Probe gestellt (1918) - Agnes Arnau und ihre drei Freier (1918) - Das Maskenfest des Lebens (1918) - Natkabarettens Dronning (Die Blaue Lanterne) (1918) - Irrungen (1919) - Rose Bernd (1919) - Monica Vogelsang (1919) - Kohlhiesels Töchter (1920) - Anna Boleyn (1920) - Geierwally (1921 - Hintertreppe (1921) | - Frauenopfer (1922) - Die Liebe einer Königin (1923) - Das alte Gesetz (1923) - I.N.R.I. (1923) - Mutter und Kind (1924) - Rosen aus dem Süden (1926) - Liebe im Kuhstall (1928) - Lotte (1928) - Die Frau, die jeder liebt, bist Du! (1929) - Mutterliebe (1929) - Die Herrin und ihr Knecht (1929) - Skandal um Eva (1930) - 24 Stunden aus dem Leben einer Frau (1931) - Mutterliebe (Porten schrieb hierfür auch das Drehbuch) (1934) - Krach im Hinterhaus (1935) - War es der im 13. Stock? (1938) - Komödianten (1941) - Symphonie eines Lebens (1942) - Wenn der junge Wein blüht (1943) - Familie Buchholz (1943) - Neigungsehe (1943) - Absender unbekannt (1950) - Carola Lamberti - Eine vom Zirkus (1954) - Das Fräulein von Scuderi (1955) - Das gab's nur einmal (1958) |